# Seznam dílů seriálu Táborníci z Kikiwaka
Toto je seznam dílů seriálu Táborníci z Kikiwaka.

## Přehled řad
| Řada | Díly | Premiéra v USA    | Premiéra v USA    | Premiéra v ČR      | Premiéra v ČR      |
| Řada | Díly | První díl         | Poslední díl      | První díl          | Poslední díl       |
| ---- | ---- | ----------------- | ----------------- | ------------------ | ------------------ |
| 1    | 21   | 31. července 2015 | 20. května 2016   | 19. června 2016    | 18. února 2017     |
| 2    | 21   | 23. srpna 2016    | 24. května 2017   | 17. července 2017  | 25. listopadu 2017 |
| 3    | 16   | 18. června 2018   | 21. září 2018     | 1. října 2018      | 19. října 2018     |
| 4    | 30   | 20. června 2019   | 24. července 2020 | 23. března 2020    | 4. prosince 2020   |
| 5    | 21   | 15. ledna 2021    | 6. srpna 2021     | 31. května 2021    | 24. listopadu 2021 |
| 6    | 30   | 10. června 2022   | 21. května 2023   | 13. března 2023    | 28. září 2023      |
| 7    | 22   | 23. července 2023 | 2. srpna 2024     | 13. listopadu 2023 | 15. října 2024     |

## Seznam dílů

### První řada (2015–2016)
| Č. v seriálu | Č. v řadě | Původní název                     | Český název                  | Režie             | Scénář                           | Premiéra v USA     | Premiéra v ČR     | Prod. kód |
| ------------ | --------- | --------------------------------- | ---------------------------- | ----------------- | -------------------------------- | ------------------ | ----------------- | --------- |
| 1            | 1         | Welcome to Camp Kikiwaka          | Vítejte v kempu Kikiwaka     | Bob Koherr        | Pamela Eells O'Connell           | 31. července 2015  | 19. června 2016   | 101       |
| 2            | 2         | Gone Girl                         | Zmizelá                      | Rich Correll      | Jeff Hodsden a Tim Pollock       | 7. srpna 2015      | 20. června 2016   | 102       |
| 3            | 3         | Camp Rules                        | Pravidla táboru              | Bob Koherr        | Mike Montesano a Ted Zizik       | 14. srpna 2015     | 21. června 2016   | 104       |
| 4            | 4         | Smells Like Camp Spirit           | Duch kempu                   | Rich Correll      | Lacey Dyer a Julie Layton        | 21. srpna 2015     | 22. června 2016   | 105       |
| 5            | 5         | The Ones That Got Away            | Ti, kteří odešli             | Bob Koherr        | Valerie Ahern a Eric Schaar      | 6. listopadu 2015  | 23. června 2016   | 103       |
| 6            | 6         | Can You Hear Me Now               | Jak mě slyšíte?              | Bob Koherr        | Sally Lapiduss                   | 13. listopadu 2015 | 24. června 2016   | 106       |
| 7            | 7         | Friending with the Enemy          | Přátelení s nepřítelem       | Rich Correll      | Adam Lapidus                     | 20. listopadu 2015 | 25. června 2016   | 107       |
| 8            | 8         | Waka, Waka, Waka!                 | Waka, Waka, Waka!            | Victor Gonzalez   | Valerie Ahern a Eric Schaar      | 27. listopadu 2015 | 26. června 2016   | 108       |
| 9            | 9         | Secret Santa                      | Utajený Santa                | Lauren Breiting   | Jeff Hodsden a Tim Pollock       | 4. prosince 2015   | 12. prosince 2016 | 114       |
| 10           | 10        | Counselors' Night Off             | Vedoucí mají volno           | Bob Koherr        | Mike Montesano a Ted Zizik       | 8. ledna 2016      | 27. června 2016   | 110       |
| 11           | 11        | There's No Place Like Camp        | Není lepší místo než tábor   | Bob Koherr        | Pamela Eells O'Connell           | 22. ledna 2016     | 28. června 2016   | 111       |
| 12           | 12        | Luke's Back                       | Luke je zpátky               | Rich Correll      | Pamela Eells O'Connell           | 12. února 2016     | 7. ledna 2017     | 119       |
| 13           | 13        | No Escape                         | A žádne utíkání              | Rich Correll      | Jeff Hodsden a Tim Pollock       | 19. února 2016     | 29. června 2016   | 112       |
| 14           | 14        | Close Encounters of the Camp Kind | setkání s táborníckym druhem | Bob Koherr        | Lacey Dyer a Julia Layton        | 11. března 2016    | 30. června 2016   | 116       |
| 15           | 15        | Crafted and Shafted               | Pot a slzy                   | Bob Koherr        | Mike Montesano a Ted Zizik       | 18. března 2016    | 14. ledna 2017    | 117       |
| 16           | 16        | Boo Boos and Birthdays            | Fňukání a narozeniny         | Phill Lewis       | Lacey Dyer a Julia Layton        | 25. března 2016    | 21. ledna 2017    | 109       |
| 17           | 17        | For Love and Money                | Pro lásku a peníze           | Shannon Flynn     | Adam Lapidus                     | 1. dubna 2016      | 28. ledna 2017    | 113       |
| 18           | 18        | Love Is for the Birds             | Láska je pro ptáky           | A. Laura James    | Pamela Eells O'Connell           | 8. dubna 2016      | 4. února 2017     | 120       |
| 19           | 19        | Bride and Doom                    | Nevěsta a zmar               | Robbie Countryman | Desiree Bowie a Amanda Steinhoff | 29. dubna 2016     | 11. února 2017    | 121       |
| 20           | 20        | Live from Camp Kikiwaka           | Živě z tábora Kikiwaka       | Rich Correll      | Valerie Ahern a Eric Schaar      | 13. května 2016    | 3. července 2016  | 115       |
| 21           | 21        | Xander Says Goodbye               | Xander se loučí              | Bob Koherr        | Adam Lapidus                     | 20. května 2016    | 18. února 2017    | 118       |

### Druhá řada (2016–2017)
| Č. v seriálu | Č. v řadě | Původní název                 | Český název            | Režie             | Scénář                                                       | Premiéra v USA     | Premiéra v ČR      | Prod. kód |
| ------------ | --------- | ----------------------------- | ---------------------- | ----------------- | ------------------------------------------------------------ | ------------------ | ------------------ | --------- |
| 22           | 1         | Griff Is in the House!        | Přibyl Griff!          | Bob Koherr        | Pamela Eells O'Connell                                       | 23. srpna 2016     | 17. července 2017  | 201       |
| 23           | 2         | Dance in My Pants             | Táborový ples          | Bob Koherr        | Valerie Ahern a Eric Schaar                                  | 24. srpna 2016     | 18. července 2017  | 202       |
| 24           | 3         | Zuri Had a Little Lamb        | Zuri měla jehňátko     | Bob Koherr        | Lacey Dyer a Julia Layton                                    | 25. srpna 2016     | 19. července 2017  | 203       |
| 25           | 4         | Zuri Weasels Out              | Zuri u Lasiček         | Phill Lewis       | Sally Lapiduss                                               | 26. srpna 2016     | 20. července 2017  | 205       |
| 26           | 5         | Queen of Screams              | Královna křiku         | Robbie Countryman | Mike Montesano a Ted Zizik                                   | 16. září 2016      | 21. července 2017  | 207       |
| 27           | 6         | Luke Out Below                | Luke na hraně          | Robbie Countryman | Adam Lapidus                                                 | 30. září 2016      | 24. července 2017  | 206       |
| 28           | 7         | Camp Kiki-Slasher             | nebylo vysíláno        | Rich Correll      | Mike Montesano a Ted Zizik                                   | 7. října 2016      | nebylo vysíláno    | 204       |
| 29           | 8         | Treehouse of Terror           | Děsivý domek na stromě | Bob Koherr        | Lacey Dyer a Julia Layton                                    | 28. října 2016     | 25. července 2017  | 209       |
| 30           | 9         | Tidal Wave                    | Přívalová vlna         | Bob Koherr        | Jeff Hodsden a Tim Pollock                                   | 4. listopadu 2016  | 26. července 2017  | 208       |
| 31           | 10        | Fog'd In                      | bude oznámeno          | Rich Correll      | Jeff Hodsden a Tim Pollock                                   | 11. listopadu 2016 | 27. července 2017  | 212       |
| 32           | 11        | How the Griff Stole Christmas | bude oznámeno          | Shannon Flynn     | Valerie Ahern a Eric Schaar                                  | 2. prosince 2016   | 2. prosince 2017   | 211       |
| 33           | 12        | Food Fight                    | bude oznámeno          | Ben Dejesus       | Adam Lapidus                                                 | 24. února 2017     | 28. července 2017  | 217       |
| 34           | 13        | Mother May I?                 | Mami, můžu?            | Robbie Countryman | Jeff Hodsden a Tim Pollock                                   | 3. března 2017     | 7. října 2017      | 210       |
| 35           | 14        | Mud Fight                     | bude oznámeno          | Rich Correll      | Valerie Ahern a Eric Schaar                                  | 17. března 2017    | 14. října 2017     | 216       |
| 36           | 15        | Dog Days of Summer            | bude oznámeno          | Bob Koherr        | Monica Contreras                                             | 24. března 2017    | 24. října 2017     | 214       |
| 37           | 16        | Bad Dog!                      | bude oznámeno          | Robbie Countryman | Pamela Eells O'Connell                                       | 31. března 2017    | 28. října 2017     | 215       |
| 38           | 17        | Camp Stinky Waka              | bude oznámeno          | Lauren Breiting   | Mike Montesano a Ted Zizik                                   | 7. dubna 2017      | 4. listopadu 2017  | 218       |
| 39           | 18        | Cabin vs. Cabin               | bude oznámeno          | Bob Koherr        | Lacey Dyer a Julia Layton                                    | 14. dubna 2017     | 11. listopadu 2017 | 219       |
| 40           | 19        | Dreams Come True              | bude oznámeno          | Bob Koherr        | Pamela Eells O'Connell                                       | 21. dubna 2017     | 18. listopadu 2017 | 220       |
| 41           | 20        | We Didn't Start the Fire      | bude oznámeno          | Rich Correll      | námět: Brittany Assaly a Jason Hauser scénář: Sally Lapiduss | 28. dubna 2017     | 25. listopadu 2017 | 221       |
| 42           | 21        | The Great Escape              | bude oznámeno          | Rich Correll      | Adam Lapidus                                                 | 24. května 2017    | 10. prosince 2017  | 213       |

### Třetí řada (2018)
| Č. v seriálu | Č. v řadě | Původní název                   | Český název           | Režie             | Scénář                                                                | Premiéra v USA    | Premiéra v ČR  | Prod. kód |
| ------------ | --------- | ------------------------------- | --------------------- | ----------------- | --------------------------------------------------------------------- | ----------------- | -------------- | --------- |
| 43           | 1         | We Can't Bear It!               | Medvědí služba        | Bob Koherr        | Pamela Eells O'Connell a Adam Lapidus                                 | 18. června 2018   | 1. října 2018  | 301       |
| 44           | 2         | Let's Bounce!                   | Pojďme si zaskákat!   | Bob Koherr        | Mike Montesano a Ted Zizik                                            | 19. června 2018   | 2. října 2018  | 302       |
| 45           | 3         | Take the Cake                   | Berte si              | Jon Rosenbaum     | Valerie Ahern a Eric Schaar                                           | 20. června 2018   | 3. října 2018  | 303       |
| 46           | 4         | O Sister, Where Art Thou?       | Bomba ségry           | Jon Rosenbaum     | Jeff Hodsden a Tim Pollock                                            | 21. června 2018   | 4. října 2018  | 304       |
| 47           | 5         | Cav'd In                        | V jeskyni             | Bob Koherr        | Skander Halim a Gina Ippolito                                         | 22. června 2018   | 5. října 2018  | 305       |
| 48           | 6         | By All Memes                    | Všichni poustovat     | Bob Koherr        | Prathi Srinivasan a Joshua Levy                                       | 25. června 2018   | 8. října 2018  | 306       |
| 49           | 7         | A Whole Lotta Lobsta            | Humr kam se podíváš   | Phill Lewis       | Pamela Eells O'Connell                                                | 29. června 2018   | 9. října 2018  | 307       |
| 50           | 8         | No Bones About It               | O tom není kostib     | Lauren Breiting   | Valrie Ahern a Eric Shaar                                             | 2. července 2018  | 10. října 2018 | 308       |
| 51           | 9         | Finders Keepers, Lou's a Weeper | Všude samé překvapení | Karan Brar        | Adam Lapidus                                                          | 6. července 2018  | 11. října 2018 | 309       |
| 52           | 10        | Reversal of Fortune             | Štěsti se obrací      | Robbie Countryman | Mike Montesano a Ted Zizik                                            | 9. července 2018  | 12. října 2018 | 310       |
| 53           | 11        | Game of Totems                  | bude oznámeno         | Peyton List       | Adam Lapidus                                                          | 13. července 2018 | 15. října 2018 | 311       |
| 54           | 12        | Toilets and Tiaras              | bude oznámeno         | Bob Koherr        | Jeff Hodsden a Tim Pollock                                            | 16. října 2018    | 16. října 2018 | 312       |
| 55           | 13        | Bungle in the Jungle            | bude oznámeno         | Bob Koherr        | Pamela Eells O'Connell                                                | 20. července 2018 | 17. října 2018 | 313       |
| 56           | 14        | Gruel and Unusual Punishment    | bude oznámeno         | Bob Koherr        | námět: Mike Montesano a Ted Zizik scénář: Valerie Ahern a Eric Schaar | 27. července 2018 | 18. října 2018 | 314       |
| 57           | 15        | It's a Blast!                   | bude oznámeno         | Bob Koherr        | námět: Valerie Ahern a Eric Schaar scénář: Jeff Hodsden a Tim Pollock | 3. srpna 2018     | 19. října 2018 | 315       |
| 58           | 16        | Up, Up and Away                 | bude oznámeno         | Bob Koherr        | Pamela Eells O'Connell a Adam Lapidus                                 | 21. září 2018     | 19. října 2018 | 316       |

### Čtvrtá řada (2019–2020)
| Č. v seriálu | Č. v řadě | Původní název                     | Český název                          | Režie              | Scénář                         | Premiéra v USA     | Premiéra v ČR      | Prod. kód |
| ------------ | --------- | --------------------------------- | ------------------------------------ | ------------------ | ------------------------------ | ------------------ | ------------------ | --------- |
| 59           | 1         | Who da Boss? Lou da Boss!         | Kdo je tady šéf? Lou je!             | Trevor Kirschner   | Erin Dunlap a Phil Baker       | 20. června 2019    | 23. března 2020    | 401       |
| 60           | 2         | Kikiwaka's Got Talent             | Kikiwaka má talent                   | Trevor Kirschner   | Valerie Ahern a Eric Schaar    | 27. června 2019    | 24. března 2020    | 402       |
| 61           | 3         | Yes, Lies and Tower Escape        | Ano, lži a vodárenská věž            | Shannon Flynn      | David Booth                    | 4. července 2019   | 25. března 2020    | 403       |
| 62           | 4         | An Udder Disaster                 | Hovězí pohroma                       | Erika Kaestle      | Ian Weinreich a Clayton Sakoda | 11. července 2019  | 26. března 2020    | 404       |
| 63           | 5         | Hot Spring Friend Machine         | Horký pramen strojem na přátelství   | Erika Kaestle      | Huong Nguyen                   | 18. července 2019  | 27. března 2020    | 405       |
| 64           | 6         | Water Under the Dock              | Voda pod molem                       | Phill Lewis        | Lia Woodward a Leah Folta      | 25. července 2019  | 30. března 2020    | 406       |
| 65           | 7         | In Your Wildest Screams           | V těch nejdivočejších nočních můrách | Jody Margolin Hahn | Ian Weinreich a Clayton Sakoda | 5. října 2019      | 3. dubna 2020      | 410       |
| 66           | 8         | Inn Trouble                       | V penzionu                           | Phill Lewis        | Valerie Ahern a Eric Schaar    | 12. října 2019     | 1. dubna 2020      | 408       |
| 67           | 9         | Lake Rancid                       | Odporné jezero                       | Phill Lewis        | David Booth                    | 19. října 2019     | 31. března 2020    | 407       |
| 68           | 10        | Between a Racoon and a Hard Place | Mývalové a skály                     | Robbie Countryman  | Krystal Javier                 | 26. října 2019     | 2. dubna 2020      | 409       |
| 69           | 11        | Mo-Squito Mo Problems             | Komáří okupace                       | Jody Margolin Hahn | Huong Nyugen                   | 2. listopadu 2019  | 6. dubna 2020      | 411       |
| 70           | 12        | Sore Lou-ser                      | Neumět prohrávat                     | Ben DeJesus        | Leah Folta a Lia Woodward      | 9. listopadu 2019  | 7. dubna 2020      | 412       |
| 71           | 13        | Lone Wolf                         | Osamělý vlk                          | Miguel Cruz        | Jason Dorris                   | 16. listopadu 2019 | 8. dubna 2020      | 413       |
| 72           | 14        | Serf's Up-Rising                  | Povstání sluhů                       | Wendy Faraone      | David Booth                    | 23. listopadu 2019 | 9. dubna 2020      | 414       |
| 73           | 15        | Summer Winter Wonderland          | Letní zimní pohádka                  | Erika Kaestle      | Valerie Ahern a Eric Schaar    | 7. prosince 2019   | 10. dubna 2020     | 415       |
| 74           | 16        | Cramped Champions                 | Stěsnaní Šampioni                    | Erika Kaestle      | Clayton Sakoda                 | 10. ledna 2020     | 16. listopadu 2020 | 416       |
| 75           | 17        | A Tale of Two Stackers            | Příběh dvou kupičů                   | Phill Lewis        | Huong Nguyen                   | 17. ledna 2020     | 17. listopadu 2020 | 417       |
| 76           | 18        | Whatever Floats Your Goat Boat    | Jak se vám jen kozí loď líbí         | Sean Mulcahy       | Lia Woodward a Leah Folta      | 24. ledna 2020     | 18. listopadu 2020 | 418       |
| 77           | 19        | Snow Cups and Fisticuffs          | Ledová tříšť a rvačky                | Kelly Park         | David Booth                    | 31. ledna 2020     | 19. listopadu 2020 | 419       |
| 78           | 20        | The S'more, the S'merrier         | Přátelství pro pokročilé             | Bob Koherr         | Valerie Ahern a Eric Schaar    | 7. února 2020      | 20. listopadu 2020 | 420       |
| 79           | 21        | Lava at First Fight               | Láva na první pohled                 | Jason Shipman      | Clayton Sakoda                 | 21. února 2020     | 23. listopadu 2020 | 421       |
| 80           | 22        | Town and Clown Relations          | Zastupitelé a klauni                 | Morenike Joela     | Huong Nguyen                   | 28. února 2020     | 24. listopadu 2020 | 422       |
| 81           | 23        | Whisper Toots                     | Tajné Záliby                         | Jody Margolin Hahn | Jason Dorris                   | 6. března 2020     | 25. listopadu 2020 | 423       |
| 82           | 24        | My Fairy Lady                     | Vílí dary                            | Bob Koherr         | Leah Folta a Lia Woodward      | 13. března 2020    | 26. listopadu 2020 | 424       |
| 83           | 25        | Party Pooper                      | Zábavokazič                          | Jody Margolin Hahn | Erin Dunlap                    | 20. března 2020    | 27. listopadu 2020 | 425       |
| 84           | 26        | Squatters' Fights                 | Boj Squatterů                        | Erika Kaestle      | Valerie Ahern a Eric Schaar    | 21. června 2020    | 30. listopadu 2020 | 426       |
| 85           | 27        | Three Stars and a Baby            | Tři hvězdičky a nemluvně             | Patrick Maloney    | David Booth                    | 28. června 2020    | 1. prosince 2020   | 427       |
| 86           | 28        | Manic Moose Day                   | Prapodivný den                       | Monica Contreras   | Huong Nguyen                   | 12. července 2020  | 2. prosince 2020   | 428       |
| 87           | 29        | Breaking Barb                     | Jak zničit Barb                      | Miranda May        | Clayton Sakoda                 | 19. července 2020  | 3. prosince 2020   | 429       |
| 88           | 30        | Raven About Bunk'd                | Raven na táboře Kikiwaka             | Trevor Kirschner   | Jason Dorris                   | 24. července 2020  | 4. prosince 2020   | 430       |

### Pátá řada (2021)
| Č. v seriálu | Č. v řadě | Původní název                                | Český název                           | Režie                  | Scénář                                                              | Premiéra v USA    | Premiéra v ČR      | Prod. kód |
| ------------ | --------- | -------------------------------------------- | ------------------------------------- | ---------------------- | ------------------------------------------------------------------- | ----------------- | ------------------ | --------- |
| 89           | 1         | Lou's Still the Boss, but Now There's a Ross | Lou čekají zmatky a Rossová je zpátky | Phill Lewis            | Valerie Ahern a Eric Schaar                                         | 15. ledna 2021    | 31. května 2021    | 501       |
| 90           | 2         | Rise of the Machine                          | Vzpoura mašiny                        | Phill Lewis            | Mike Montesano a Ted Zizik                                          | 22. ledna 2021    | 1. června 2021     | 502       |
| 91           | 3         | R.V. Having Fun Yet?                         | Karavan plný zábavy                   | Bob Koherr             | David Booth                                                         | 29. ledna 2021    | 2. června 2021     | 503       |
| 92           | 4         | Tentacle Difficulties                        | Potíže s chápadly                     | Wendy Faraone          | Clayton Sakoda                                                      | 5. února 2021     | 3. června 2021     | 504       |
| 93           | 5         | Luck of the Chuck                            | Zpropadené štěstí                     | Wendy Faraone          | Mike Montesano a Ted Zizik                                          | 12. února 2021    | 4. června 2021     | 505       |
| 94           | 6         | Look Who’s Squawking                         | Kdopak to skřehotá                    | Jon Rosenbaum          | Justin Abarca                                                       | 19. února 2021    | 7. června 2021     | 506       |
| 95           | 7         | Raucous Science                              | Drsná věda                            | Jody Margolin Hahn     | Miranda May                                                         | 26. února 2021    | 8. června 2021     | 507       |
| 96           | 8         | Baton-man Begins                             | bude oznámeno                         | Jody Margolin Hahn     | Lia Woodward a Leah Folta                                           | 5. března 2021    | 9. června 2021     | 508       |
| 97           | 9         | Everyone's Trap'd                            | bude oznámeno                         | Kim Wayans             | Huong Nguyen                                                        | 31. května 2021   | 8. listopadu 2021  | 509       |
| 98           | 10        | Pop Poppin' In                               | bude oznámeno                         | Erika Kaestle          | námět: David Booth, Valerie Ahern a Eric Schaar scénář: Miranda May | 1. června 2021    | 9. listopadu 2021  | 510       |
| 99           | 11        | Roll Models                                  | bude oznámeno                         | Erika Kaestle          | Crystal Shaw                                                        | 2. června 2021    | 10. listopadu 2021 | 511       |
| 100          | 12        | Gi Whiz                                      | bude oznámeno                         | Monica Marie Contreras | Nick Geisler a Claire Nauman                                        | 3. června 2021    | 11. listopadu 2021 | 512       |
| 101          | 13        | Dancin' Up a Storm                           | bude oznámeno                         | Jason Shipman          | Valerie Ahern a Eric Schaar                                         | 4. června 2021    | 12. listopadu 2021 | 513       |
| 102          | 14        | Out of the Doghouse                          | bude oznámeno                         | Danny Wayne            | Jason Dorris                                                        | 11. června 2021   | 15. listopadu 2021 | 515       |
| 103          | 15        | The Great Awkward Bake-Off                   | bude oznámeno                         | Phill Lewis            | Leah Folta a Lia Woodward                                           | 18. června 2021   | 16. listopadu 2021 | 514       |
| 104          | 16        | I Won’t Let You Clown                        | bude oznámeno                         | Phill Lewis            | David Booth                                                         | 25. června 2021   | 17. listopadu 2021 | 516       |
| 105          | 17        | Crushin' It                                  | bude oznámeno                         | Miranda May            | Crystal Shaw                                                        | 2. července 2021  | 18. listopadu 2021 | 517       |
| 106          | 18        | Camp Creepy-Waka                             | bude oznámeno                         | Patrick Maloney        | Crystal Shaw                                                        | 9. července 2021  | 19. listopadu 2021 | 518       |
| 107          | 19        | A Star Is Torn                               | bude oznámeno                         | Karan Brar             | Mike Montesano a Ted Zizik                                          | 16. července 2021 | 22. listopadu 2021 | 519       |
| 108          | 20        | Moose Queens and Possum Kings                | bude oznámeno                         | Kelly Park             | Terrell Lawrence                                                    | 30. července 2021 | 23. listopadu 2021 | 520       |
| 109          | 21        | Frien'ds Forever                             | bude oznámeno                         | Sean Mulcahy           | Valerie Ahern a Eric Schaar                                         | 6. srpna 2021     | 24. listopadu 2021 | 521       |

### Šestá řada: Táborníci z Kikiwaka: Learning the Ropes (2022–2023)
| Č. v seriálu | Č. v řadě | Původní název                      | Český název   | Režie                  | Scénář                       | Premiéra v USA    | Premiéra v ČR     | Prod. kód |
| ------------ | --------- | ---------------------------------- | ------------- | ---------------------- | ---------------------------- | ----------------- | ----------------- | --------- |
| 110          | 1         | Learning the Ropes                 | bude oznámeno | Trevor Kirschner       | Erin Dunlap                  | 10. června 2022   | 13. března 2023   | 601       |
| 111          | 2         | Never a Dull Moo-ment              | bude oznámeno | Trevor Kirschner       | Valerie Adhern a Eric Schaar | 17. června 2022   | 14. března 2023   | 602       |
| 112          | 3         | Worst Aid                          | bude oznámeno | Jody Margolin Hahn     | Mike Montesano a Ted Zizik   | 24. června 2022   | 15. března 2023   | 603       |
| 113          | 4         | Wrecks Mark the Spot               | bude oznámeno | Jody Margolin Hahn     | Clayton Sakoda               | 1. července 2022  | 16. března 2023   | 604       |
| 114          | 5         | The Truth Will Sweat You Free      | bude oznámeno | Wendy Faraone          | Roxy Simons                  | 8. července 2022  | 17. března 2023   | 605       |
| 115          | 6         | Where the Buffalo Betties Roam     | bude oznámeno | Robbie Countryman      | Victor M. Duenas             | 15. července 2022 | 20. března 2023   | 606       |
| 116          | 7         | A Receipe for Disaster             | bude oznámeno | Karan Brar             | Darren L. Thomas             | 22. července 2022 | 21. března 2023   | 607       |
| 117          | 8         | Back in the Saddle                 | bude oznámeno | Robbie Countryman      | David Booth                  | 29. července 2022 | 22. března 2023   | 608       |
| 118          | 9         | Bunkhouse of Horror                | bude oznámeno | Phill Lewis            | Clayton Sakoda               | 25. září 2022     | 23. března 2023   | 611       |
| 119          | 10        | Hauntin' Around the Christmas Tree | bude oznámeno | Jon Rosenbaum          | Nick Geisler a Claire Nauman | 2. prosince 2022  | 23. prosince 2023 | 612       |
| 120          | 11        | Hope You Geyser Ready to Go!       | bude oznámeno | Miranda May            | Valerie Ahern a Eric Schaar  | 2. ledna 2023     | 24. března 2023   | 609       |
| 121          | 12        | The Song Remains a Pain            | bude oznámeno | Phill Lewis            | Mike Montesano a Ted Zizik   | 2. ledna 2023     | 4. září 2023      | 610       |
| 122          | 13        | Art Imitates Life                  | bude oznámeno | Jon Rosenbaum          | Roxy Simons                  | 13. ledna 2023    | 5. září 2023      | 613       |
| 123          | 14        | Wild West Side Story               | bude oznámeno | Princess Monique Filmz | Victor M. Duenas             | 20. ledna 2023    | 6. září 2023      | 614       |
| 124          | 15        | The Wrath of Con                   | bude oznámeno | Victor Gonzalez        | Darren L. Thomas             | 27. ledna 2023    | 7. září 2023      | 615       |
| 125          | 16        | Finn It to Win It                  | bude oznámeno | Victor Gonzalez        | Valerie Ahern a Eric Schaar  | 3. února 2023     | 8. září 2023      | 616       |
| 126          | 17        | Alpaca-lypse Now                   | bude oznámeno | Patrick Maloney        | David Booth                  | 17. února 2023    | 11. září 2023     | 617       |
| 127          | 18        | Wicked Switch West                 | bude oznámeno | Miranda May            | Mike Montesano a Ted Zizik   | 24. února 2023    | 12. září 2023     | 618       |
| 128          | 19        | No Pain, No Grain                  | bude oznámeno | Dave Cove              | Clayton Sakoda               | 3. března 2023    | 13. září 2023     | 619       |
| 129          | 20        | Shoe Dro and Chili Pop             | bude oznámeno | Terri. J. Vaughn       | Victor M. Duenas             | 12. března 2023   | 14. září 2023     | 620       |
| 130          | 21        | Pickett Fencing                    | bude oznámeno | Shilpi Roy             | Darren L. Thomas             | 12. března 2023   | 15. září 2023     | 621       |
| 131          | 22        | Model Citizen                      | bude oznámeno | Jason Shipman          | Roxy Simons                  | 19. března 2023   | 18. září 2023     | 622       |
| 132          | 23        | Camp Fails and Beaver Tales        | bude oznámeno | Danny Wayne            | David Booth                  | 26. března 2023   | 19. září 2023     | 623       |
| 133          | 24        | Tap'd Out                          | bude oznámeno | Erika Kaestle          | Valerie Ahern a Eric Schaar  | 2. dubna 2023     | 20. září 2023     | 624       |
| 134          | 25        | Badminton to the Bone              | bude oznámeno | Erika Kaestle          | Mike Montesano a Ted Zizik   | 9. dubna 2023     | 21. září 2023     | 625       |
| 135          | 26        | For Letter or Worse                | bude oznámeno | Bob Koherr             | Eugene Garcia-Cross          | 16. dubna 2023    | 22. září 2023     | 626       |
| 136          | 27        | Butter You Doing Here?             | bude oznámeno | Bob Koherr             | Erin Dunlap                  | 23. dubna 2023    | 25. září 2023     | 627       |
| 137          | 28        | Writer's Locked                    | bude oznámeno | Victor Gonzalez        | Clayton Sakoda               | 7. května 2023    | 26. září 2023     | 628       |
| 138          | 29        | Most Wanted                        | bude oznámeno | Morenike Joela Evans   | David Booth                  | 14. května 2023   | 27. září 2023     | 629       |
| 139          | 30        | Desperate Treasures                | bude oznámeno | Jody Margolin Hahn     | Erin Dunlap                  | 21. května 2023   | 28. září 2023     | 630       |

### Sedmá řada: Táborníci z Kikiwaka: Learning the Ropes (2023–2024)
| Č. v seriálu | Č. v řadě | Původní název                         | Český název   | Režie                 | Scénář                                                        | Premiéra v USA    | Premiéra v ČR      | Prod. kód |
| ------------ | --------- | ------------------------------------- | ------------- | --------------------- | ------------------------------------------------------------- | ----------------- | ------------------ | --------- |
| 140          | 1         | Cursed Day of Camp                    | bude oznámeno | Robbie Countryman     | Erin Dunlap                                                   | 23. července 2023 | 13. listopadu 2023 | 701       |
| 141          | 2         | Workaversary Girl                     | bude oznámeno | Robbie Countryman     | David Booth                                                   | 30. července 2023 | 14. listopadu 2023 | 702       |
| 142          | 3         | Meat Cute                             | bude oznámeno | Trevor Kirschner      | Valerie Ahern a Eric Schaar                                   | 6. srpna 2023     | 15. listopadu 2023 | 703       |
| 143          | 4         | An Arrow Victory                      | bude oznámeno | Trevor Kirschner      | Mike Montpůvodna Ted Zizik                                    | 13. srpna 2023    | 16. listopadu 2023 | 704       |
| 144          | 5         | Hot Couture                           | bude oznámeno | Bob Koherr            | Roxy Simons                                                   | 20. srpna 2023    | 17. listopadu 2023 | 705       |
| 145          | 6         | What About Barb?                      | bude oznámeno | Victor Gonzalez       | Nick Geisler                                                  | 27. srpna 2023    | 20. listopadu 2023 | 706       |
| 146          | 7         | Wastin' Away Again in Barb-aritaville | bude oznámeno | Victor Gonzalez       | Clayton Sakoda                                                | 3. září 2023      | 21. listopadu 2023 | 707       |
| 147          | 8         | Don't Hate the Mayor, Hate the Game   | bude oznámeno | Shilpi Roy            | Christian L. Scott                                            | 10. září 2023     | 22. listopadu 2023 | 708       |
| 148          | 9         | Coop D'etat                           | bude oznámeno | Miranda May           | Mike Montesano a Ted Zizik                                    | 17. září 2023     | 23. listopadu 2023 | 709       |
| 149          | 10        | Me, Myself and A.I.                   | bude oznámeno | Miranda May           | David Booth                                                   | 24. září 2023     | 24. listopadu 2023 | 710       |
| 150          | 11        | The Glitching Hour                    | bude oznámeno | Robbie Countryman     | Annie Nishida                                                 | 29. září 2023     | 30. září 2024      | 711       |
| 151          | 12        | Friends in Snow Places                | bude oznámeno | Dave Cove             | námět: Valerie Ahern a Eric Schaar scénář: Christian L. Scott | 1. prosince 2023  | 1. října 2024      | 712       |
| 152          | 13        | Yodel Recall                          | bude oznámeno | Jason Shipman         | Clayton Sakoda                                                | 5. července 2024  | 2. října 2024      | 713       |
| 153          | 14        | Game of Throne                        | bude oznámeno | Phill Lewis           | Roxy Simons                                                   | 5. července 2024  | 3. října 2024      | 714       |
| 154          | 15        | Busk a Move                           | bude oznámeno | Phill Lewis           | Nick Geisler                                                  | 12. července 2024 | 4. října 2024      | 715       |
| 155          | 16        | Free Falls and Pickleballs            | bude oznámeno | Patrick Maloney       | Christian L. Scott                                            | 12. července 2024 | 7. října 2024      | 716       |
| 156          | 17        | And the Kiki Goes To...               | bude oznámeno | Morenike Joela Evans  | Effie Antigone a Carly Garber                                 | 19. července 2024 | 8. října 2024      | 717       |
| 157          | 18        | Iguana Be Best Man                    | bude oznámeno | Keisha Stewart        | David Booth                                                   | 19. července 2024 | 9. října 2024      | 718       |
| 158          | 19        | License to Cattle Drive               | bude oznámeno | Mallory James Mahoney | Vanessa Mancos                                                | 26. července 2024 | 10. října 2024     | 719       |
| 159          | 20        | Cold Feet, Hot Brobblers              | bude oznámeno | Erika Kaestle         | Valerie Ahern a Eric Schaar                                   | 26. července 2024 | 11. října 2024     | 720       |
| 160          | 21        | Slapshot to the Heart                 | bude oznámeno | Jody Margolin Hahn    | Erin Dunlap                                                   | 2. srpna 2024     | 14. října 2024     | 721       |
| 161          | 22        | Happy Trails                          | bude oznámeno | Bob Koherr            | Erin Dunlap                                                   | 2. srpna 2024     | 15. října 2024     | 722       |